# Santa Helena (Coronel Fabriciano)
Santa Helena é um bairro do município brasileiro de Coronel Fabriciano, no interior do estado de Minas Gerais. Localiza-se no distrito-sede, estando situado no Setor 1. Segundo o censo demográfico de 2022, realizado pelo Instituto Brasileiro de Geografia e Estatística (IBGE), sua população era de 1 441 habitantes e havia 630 domicílios particulares permanentes ocupados.
A área do bairro esteve ocupada originalmente pela Serraria Santa Helena, que foi inaugurada em 1948 e configurou-se como um dos principais empreendimentos industriais da cidade. Após o fechamento do complexo, suas terras foram loteadas na década de 1970, tornando-se um bairro residencial bastante valorizado por ser vizinho do Centro de Fabriciano. Destacam-se, dentre outros marcos presentes, a Catedral de São Sebastião, cossede da Diocese de Itabira-Fabriciano, e o Clube Casa de Campo, que é o clube mais antigo da cidade.

## História

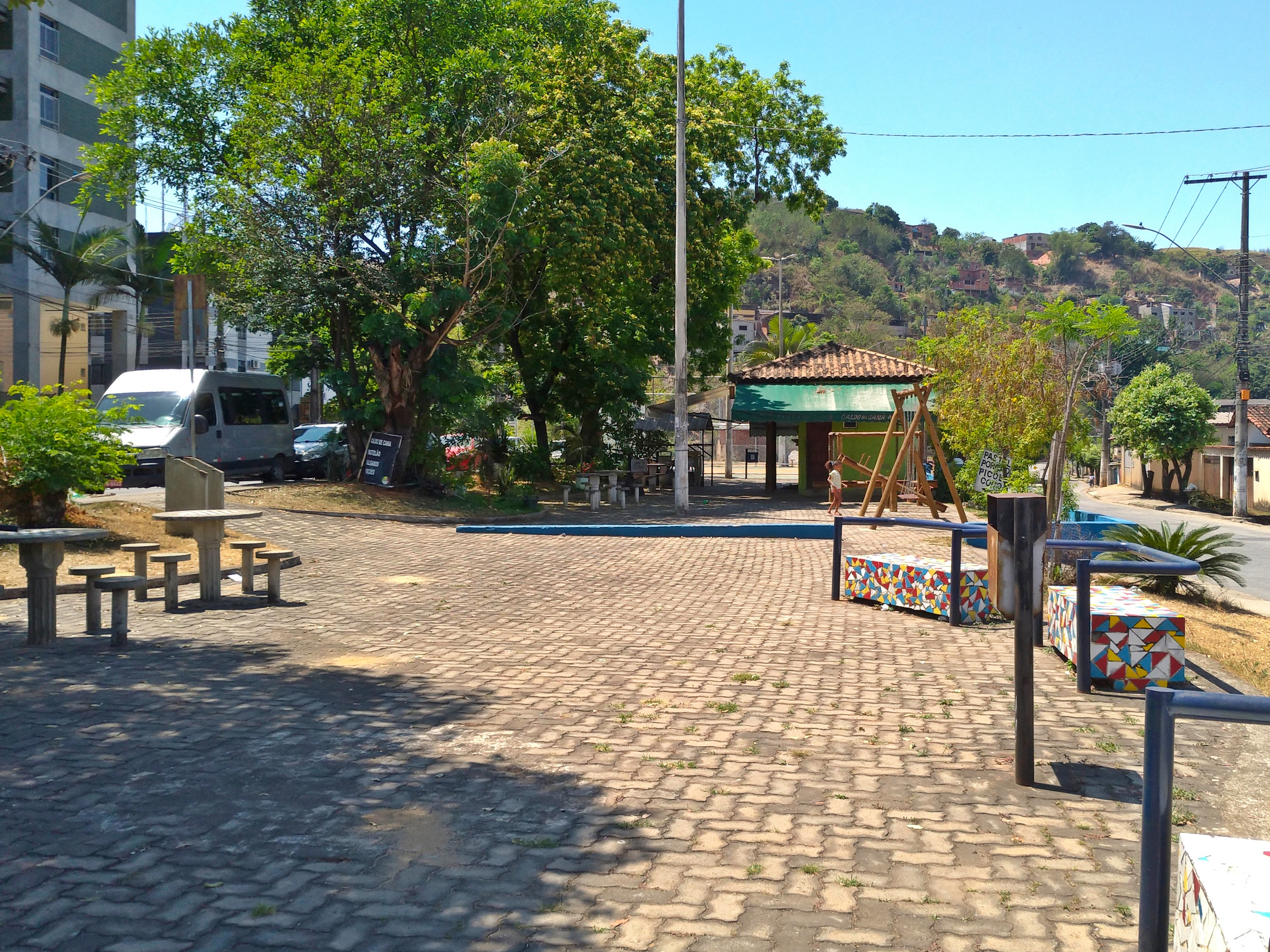
Praça José Maximiano de Sousa em meio à Avenida Rubem Siqueira Maia, por onde passava a Estrada de Ferro Vitória a Minas.

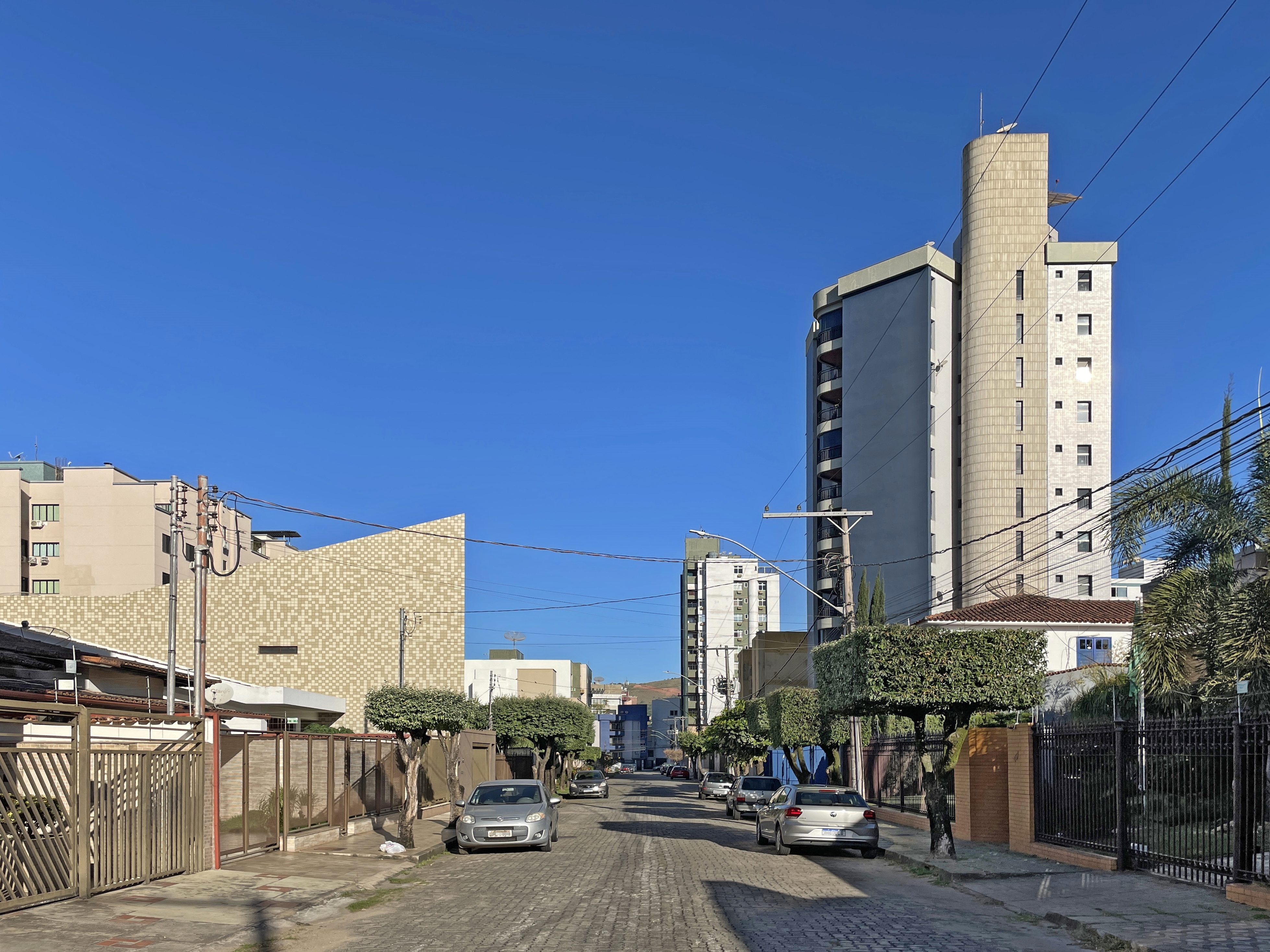
Casas e prédios residenciais na Rua Vereador Ramiro Camargo

A área onde está situado o bairro Santa Helena pertenceu originalmente ao baiano Joaquim Cézar Santos (1895–1979), que se estabeleceu no atual município de Coronel Fabriciano para trabalhar na Belgo-Mineira no final da década de 1930. Em sua propriedade, em 1944, Joaquim deu início à construção da Serraria Santa Helena, que foi inaugurada em 28 de junho de 1948, poucos meses antes da emancipação do município, com o qual o empreendimento contribuiu para o desenvolvimento estrutural e econômico ao lado dos núcleos industriais da Belgo e da Acesita; responsáveis pelo crescimento populacional que vinha sendo observado até então.
A Serraria Santa Helena configurou-se como um dos principais exploradores de carvão vegetal da região, tendo fornecido matéria-prima para as indústrias locais e para pequenas fábricas de móveis, e também atuou na confecção de pisos de madeira, que pouco tempo depois foram substituídos pela ardósia e pela cerâmica. No auge de sua produção, a empresa mantinha cerca de 180 funcionários, tendo posse de uma das maiores frotas de caminhões da cidade. O empreendimento esteve em atividade até meados dos anos 1960, quando veio à falência devido à escassez de madeira, que supria à demanda dos complexos siderúrgicos vizinhos, e ao surgimento de grandes fábricas de móveis, que conquistaram o espaço dos produtores em menor escala, reduzindo então a procura pela matéria-prima.
Também na década de 1960, um acidente ferroviário na Estrada de Ferro Vitória a Minas (EFVM), envolvendo o choque de um trem com vagões carregados com combustível estacionados próximos à Serraria Santa Helena, afetou severamente suas instalações, contribuindo com seu fechamento. A EFVM passava no lugar da atual Avenida Rubem Siqueira Maia, até o trecho ferroviário ser relocado para fora do perímetro urbano no final da década de 70. Em seu lugar foi construída a avenida, ligando o Centro ao bairro Mangueiras. Com o fechamento da serraria, o terreno foi loteado na década de 1970 pela M. Linhares Imóveis e pela Arquidiocese de Mariana, que preservou sua denominação. Na ocasião era tido como o único espaço do município disponível para construção de habitação.
Durante as décadas de 1970 e 80, foram construídas no loteamento algumas das residências e prédios de alto padrão mais caros da cidade para a ocasião, praticamente esgotando a disponibilidade de lotes, o que levou o Santa Helena a se tornar um bairro residencial bastante valorizado associado à mera proximidade do Centro de Fabriciano e ao acesso a serviços urbanos e lazer. Em 1979 foram concluídos os primeiros prédios, totalizando 60 apartamentos. Na mesma virada de década foi construída a chamada Avenida Sanitária (atual Avenida Julita Pires Bretas), margeando o trecho do ribeirão Caladão com canalização em gabiões com a intenção de minimizar as enchentes. Entre 2015 e 2016, a Avenida Julita Pires Bretas recebeu a revitalização de seu calçadão e foram construídos a praça do "Parque Linear" e outros espaços de lazer.

## Geografia e demografia

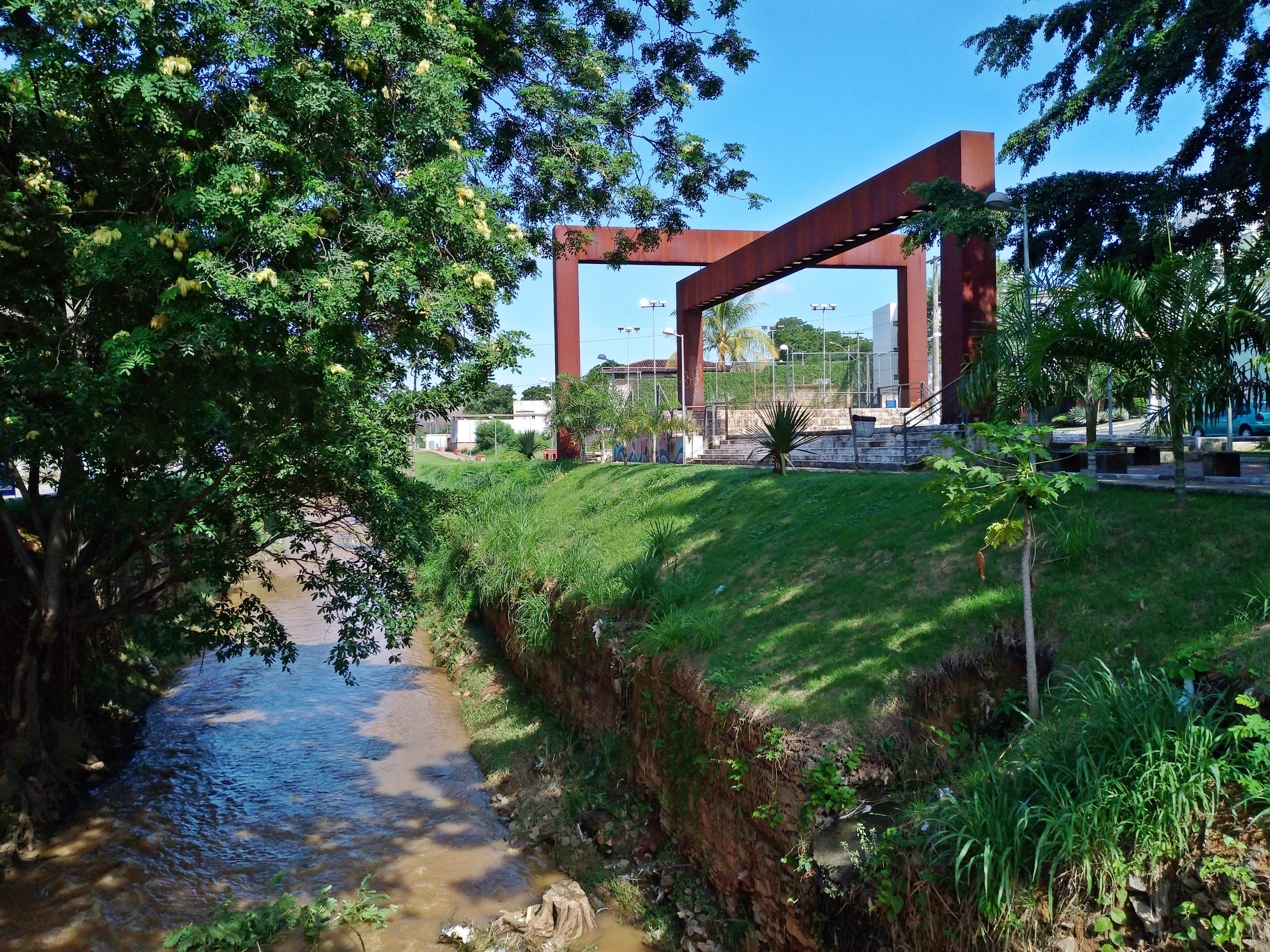
Ribeirão Caladão à esquerda da praça do "Parque Linear"

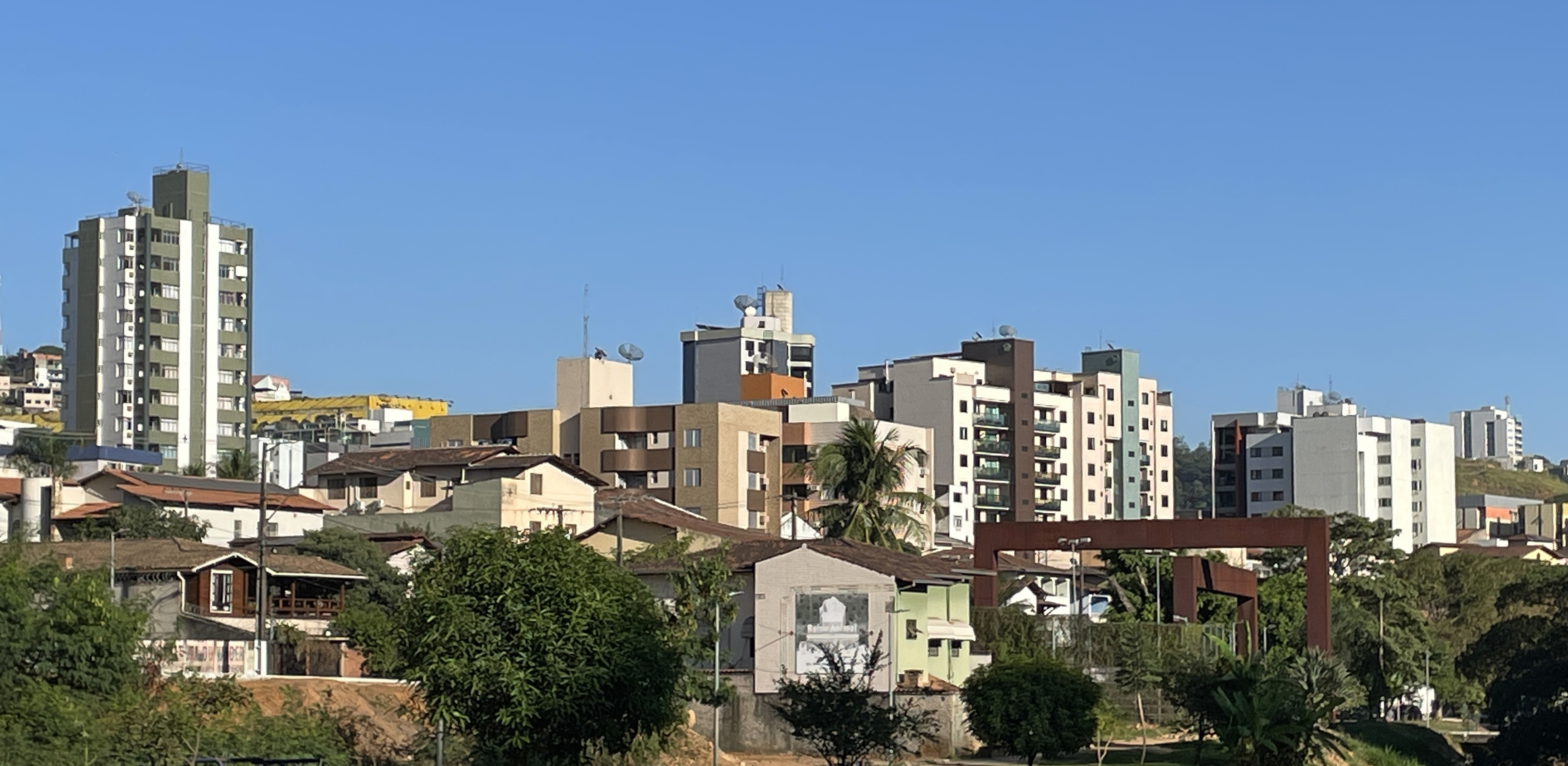
Prédios residenciais no bairro Santa Helena

O bairro Santa Helena está localizado a sul da zona urbana de Coronel Fabriciano. Abrange o local onde o ribeirão Caladão deságua no rio Piracicaba e, apesar do bairro ser banhado pelos mananciais, não são comuns enchentes nestes trechos, visto que quando o ribeirão está cheio a água acumulada escoa para o Piracicaba. Quando o nível do Piracicaba está alto também não ocorrem inundações, observando apenas um represamento das águas do Caladão.
A arborização é razoável, em especial na Avenida Julita Pires Bretas, que margeia o ribeirão Caladão. Ao longo da via há um calçadão que é frequentemente utilizado para caminhadas. Contudo, um problema reincidente é a presença de matagais em lotes vagos, que costumam ser indevidamente usados para depósito de lixo e queimadas. Isso faz com que haja risco de transmissão de doenças e contaminação do solo e da hidrografia local, apesar de limpezas ocasionais serem expedidas ou realizadas pela prefeitura tanto nesses locais quanto nas margens do curso hidrográfico.
Em 2022, a população foi estimada pelo Instituto Brasileiro de Geografia e Estatística (IBGE) em 1 441 habitantes e havia 630 domicílios particulares permanentes ocupados. Em 2010, havia 1 359 habitantes e 505 domicílios particulares. A maior parte da população é de adultos com mais de 40 anos. Trata-se de um bairro predominantemente residencial e de bom padrão, com significativa mistura de casas e prédios.
O bairro é valorizado pelo setor imobiliário, uma vez que há predomínio de residências ao mesmo tempo de se estar localizado ao lado do Centro de Fabriciano, um dos principais núcleos comerciais da região, porém há pouca disponibilidade de lotes e imóveis à venda, assim como em grande parte da área central da cidade, além de existirem problemas de trânsito e falta de estacionamento nas proximidades. Com relação às práticas religiosas, o Santa Helena abriga a Catedral de São Sebastião, que pertence à Paróquia São Sebastião e representa a cossede da Diocese de Itabira-Fabriciano.

## Infraestrutura e lazer

Fachada da Catedral de São Sebastião em 2015

No bairro Santa Helena estava localizado o Ethos Instituto de Educação (antigo Canarinho Encantado), que era uma instituição de ensino privada. Foi criado em 1984, transferido para esse local em 1999 e fornecia a educação infantil e o ensino fundamental. Contudo, as atividades da instituição chegaram ao fim em 2024, quando o prédio foi adquirido pela prefeitura para a criação da Escola Municipal Rodrigo Barros Freitas, nome que homenageia o filho da diretora do Ethos, Maria do Rosário Soares Barros (Lalá), morto em 2008. Por sua vez, o Hospital Doutor José Maria Morais (antigo Hospital Siderúrgica) está localizado na Rua Argemiro José Ribeiro e foi criado em 1936 com objetivo de conter uma epidemia de doenças tropicais que avançava pelo leste mineiro, sendo um dos mais antigos da região.
O serviço de abastecimento de água é feito pela Companhia de Saneamento de Minas Gerais (Copasa), enquanto que o serviço de fornecimento de energia elétrica é de responsabilidade da Companhia Energética de Minas Gerais (Cemig), sendo que 100% da população possui acesso à rede elétrica. No interior do bairro não transitam ônibus do transporte público, exceto nas avenidas Julita Pires Bretas e Rubem Siqueira Maia, por onde passam algumas linhas, porém o núcleo residencial está a poucos metros das ruas onde os ônibus urbanos e interurbanos circulam no Centro da cidade.
Dentre os principais marcos situados no bairro Santa Helena, destacam-se a Catedral de São Sebastião, que foi inaugurada em 1993 e possui capacidade para mais de 1 200 pessoas; e o Clube Casa de Campo (CCC), que é o clube mais antigo da cidade, fundado em 1966, e possui quadras de tênis, peteca e futsal, além de piscinas, campos de futebol e casa de eventos. Alguns espaços públicos de lazer que contam com equipamentos para prática esportiva e brinquedos são as praças José Maximiano de Sousa, reconstruída na Avenida Rubem Siqueira Maia em 2012, e do CREAS, construída ao lado da sede do Centro de Referência Especializado de Assistência Social (CREAS) em 2016.
Também se destacam as atividades de lazer voltadas à população, que, muitas vezes, são organizadas pela Paróquia São Sebastião ou nas escolas. Anualmente é celebrada na catedral, em janeiro, a Festa de São Sebastião, em homenagem ao padroeiro que dá nome à igreja e ao aniversário da cidade. Na Semana Santa e no feriado de Corpus Christi há procissões pelas ruas da localidade e de bairros vizinhos partindo da catedral. Todos os anos também ocorre nas proximidades da catedral o Arraiá do Bastião, com apresentações de quadrilha e comercialização e consumo de comidas típicas em barraquinhas. O Clube Casa de Campo promove anualmente, na véspera de ano-novo, comemorações e festas de passagem de ano.